# 에른스트로이터플라츠역
에른스트로이터플라츠역(U-Bahnhof Ernst-Reuter-Platz)은 베를린 샤를로텐부르크빌머스도르프구 샤를로텐부르크에 있는 U2의 역이다. 현재의 역명과 역이 위치한 광장은 1953년에 서베를린 시장 에른스트 로이터를 기리는 뜻으로 변경되었다. 역 동쪽으로 베를린 공과대학교가 위치해 있다.

## 역사

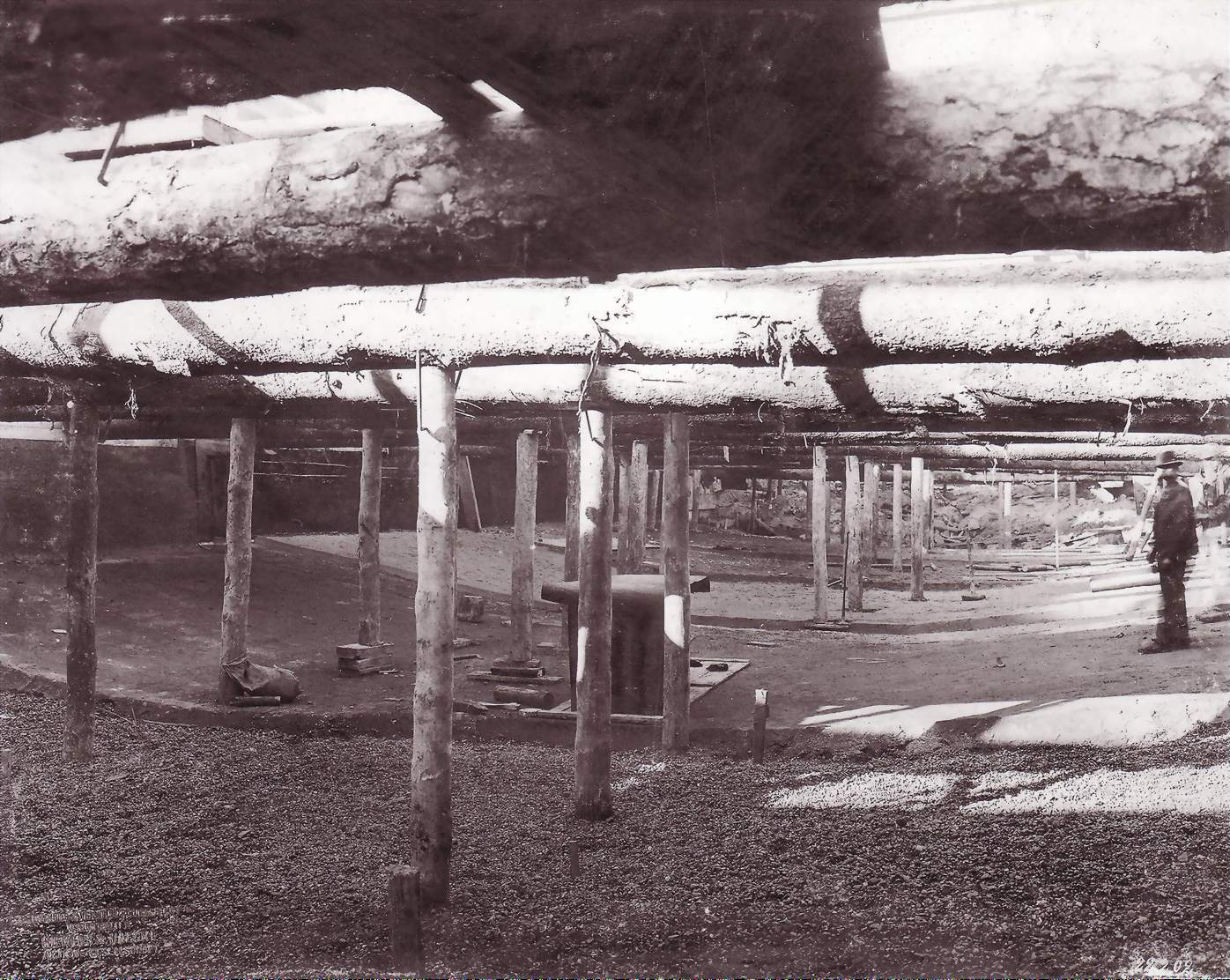
크니역 건설 현장

### 계획
지멘스가 베를린, 쇠네베르크, 샤를로텐부르크에 도시철도 건설 계획을 제안했고, 1895년 베를린에서 바르샤우어 슈트라세-뷜로슈트라세 구간 건축 허가를 받았다. 1896년 여름에는 샤를로텐부르크와 쇠네베르크에서 동물원까지의 연장 허가를 받았다. 원래 계획은 카이저 빌헬름 기념 교회를 뒤로 우회하여 오늘날의 브라이트샤이트플라츠(Breitscheidplatz) 일대에 지상역을 건설하는 것이었다. 그러나 샤를로텐부르크에서는 이 계획에 반대했고, 1897년에는 동물원까지 연장 구간을 샤를로텐부르크 지역에서는 지하로 통과할 것을 결의했다. 도시철도 구간 연장을 통한 수요 창출을 기대하고 있었고, 지상 구간 건설을 위해서 가옥을 통과해야 했기 때문에 지하로 전환하는 비용과 큰 차이가 없었기 때문에 지멘스 측의 반대는 없었다. 그 결과 샤를로텐부르크/쇠네베르크 시내에 있는 노선은 전부 지하로 건설되었다.

### 건설

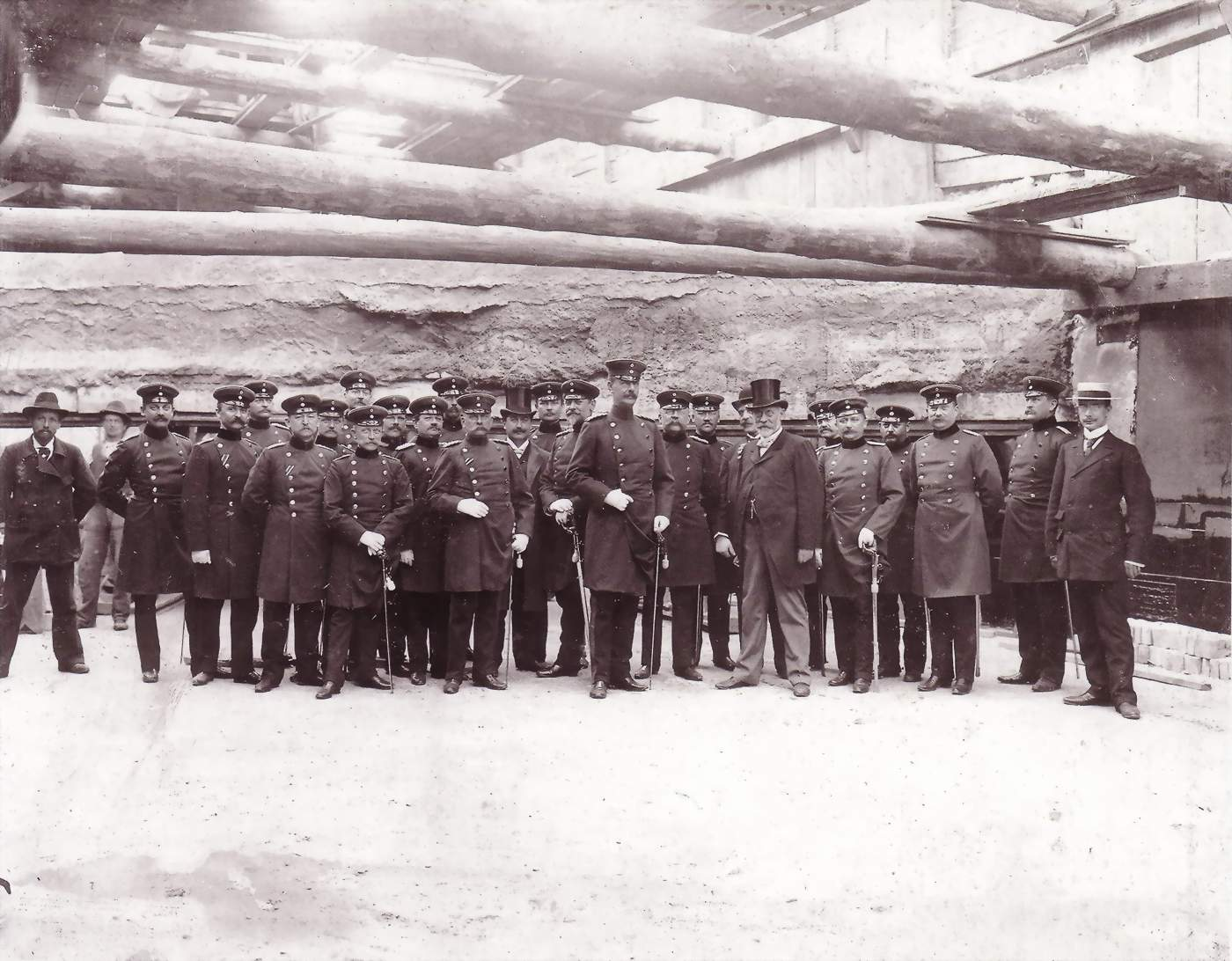
1902년 크니역 공사 현장

1898년부터 당시 독립시였던 샤를로텐부르크에서는 베를린에서 건설되고 있었던 도시철도의 주 노선을 동물원역에서 크니역으로 연장하기로 했다. 크니 광장은 비스마르크슈트라세, 베를리너 슈트라세(현재의 오토주어알레), 마르히슈트라세(Marchstraße), 샤를로텐부르거 쇼세(현재의 6월 17일 거리), 하르덴베르크슈트라세(Hardenbergstraße)가 교차하는 결절점이었다. 샤를로텐부르크의 중심 지역이었던 빌헬름플라츠 일대로의 연장을 염두에 둔 계획이기도 했다. 지멘스 운트 할스케에서는 추가적인 서부 노선 건설을 고려하고 있었다. 그 결과 동물원역까지 진행되고 있었던 기존 도시철도 노선 공사가 크니역까지 연장되었다.

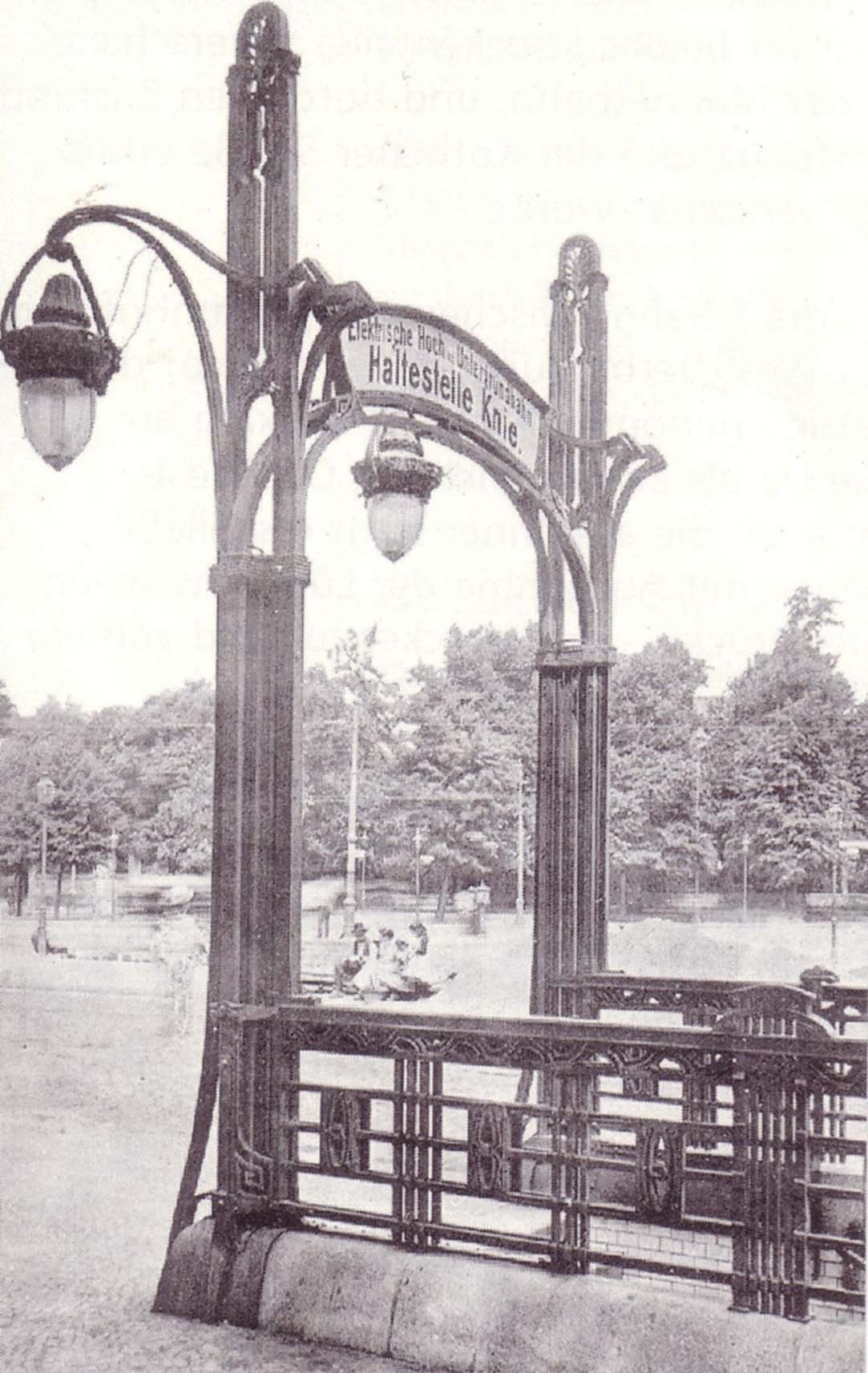
크니역의 건설 당시 출입구 중 한 곳

1902년 2월 15일 베를린 도시철도의 첫 구간인 포츠다머 플라츠-슈트랄라우어 토어간이 개통되었다. 이 역은 상대적으로 늦게 착공했기 때문에 동물원역-크니역 구간은 1902년 12월 14일에 개업했다. 역사 설계자는 알프레드 그레난데르이며, 이 노선의 다른 지하역인 동물원역, 비텐베르크플라츠역, 포츠다머 플라츠역과 비슷하게 설계했다. 개통 당시에는 크게 주목받지 못했고, 별도의 개통식 문서가 남아 있지 않았기 때문에 초기 역 모습은 잘 알려져 있지 않다. 승강장 길이는 95.6 m였으며, 역사 외벽은 흰색 타일로 마감되어 있었다. 역사가 지표 아래에 곧바로 위치해 있기 때문에 지하에서 두 승강장을 연결하는 터널이 같이 건설되었다. 역 매표소가 지하에 건설된 최초의 역이었다. 개통 당시에는 파리 메트로 양식과 비슷한 아르 누보 스타일 출입구와 조명이 설치되어 있었다.

### 개통 이후
크니역 개통 3년 이후 서쪽으로 연장 노선이 개업하면서 더 이상 종착역이 아니게 되었다. 경제 불황에도 불구하고 이용객 수가 증가했으며, 그 결과 역 이용객도 한계까지 증착했다. 1927년부터 1928년까지 A선상의 모든 역 승강장을 110 m로 연장하여 8량 열차가 정차할 수 있도록 했다. 역 재건축과 하르덴베르크슈트라세 재건축 공사에서 아르 누보 양식으로 건설된 출입구가 철거되었으며, 다른 역에서 볼 수 있는 평범한 형태로 변경되었다.
세계수도 게르마니아 계획에서 역이 속해 있었던 광장은 동서축 시내 교통의 주요 지점으로 설정되었다. 제2차 세계 대전으로 피해를 입지는 않았으나 전력 부족으로 인하여 1945년 4월 말 영업을 중단했다.

### 제2차 세계 대전 이후
전쟁으로 인한 노선망 파괴로 인하여 복구에는 시간이 걸렸다. 1945년 5월 14일 룰레벤역과 크니역 사이의 단선 운행이 복구되었고, 룰레벤-팡코 전 구간 복선 운행은 1945년 11월 18일에 도중에 열차를 2회 갈아타는 형태로 복구되었다. 1946년 9월 15일에는 전 구간 직통 운행이 복구되었으나, 놀렌도르프플라츠역과 모렌슈트라세역(당시 카이저호프역)은 파괴 정도가 컸기에 복구가 지연되었다.
도시가 동서로 나뉘면서 BVG도 동서로 나뉘게 되었다. 베를린 분할 시기 서베를린 시장이었던 에른스트 로이터는 독감으로 인하여 1953년 9월 29일에 사망했다. 베를린 봉쇄 당시 서베를린의 저항 정신의 상징이 되었기 때문에, 베를린 정부와 서베를린 BVG에서는 1953년 10월 2일 크니역을 에른스트로이터플라츠역으로 개칭했고, 역 위의 광장도 개칭되었다. 동베를린에서는 이 개명을 정치적인 의도가 있었다고 판단하였기 때문에 동베를린 BVG에서는 개명을 인정하지 않았으며, 동베를린 BVG의 노선도에서는 과거의 역명을 계속 사용하거나 새로운 역명을 부역명처럼 표기했다.

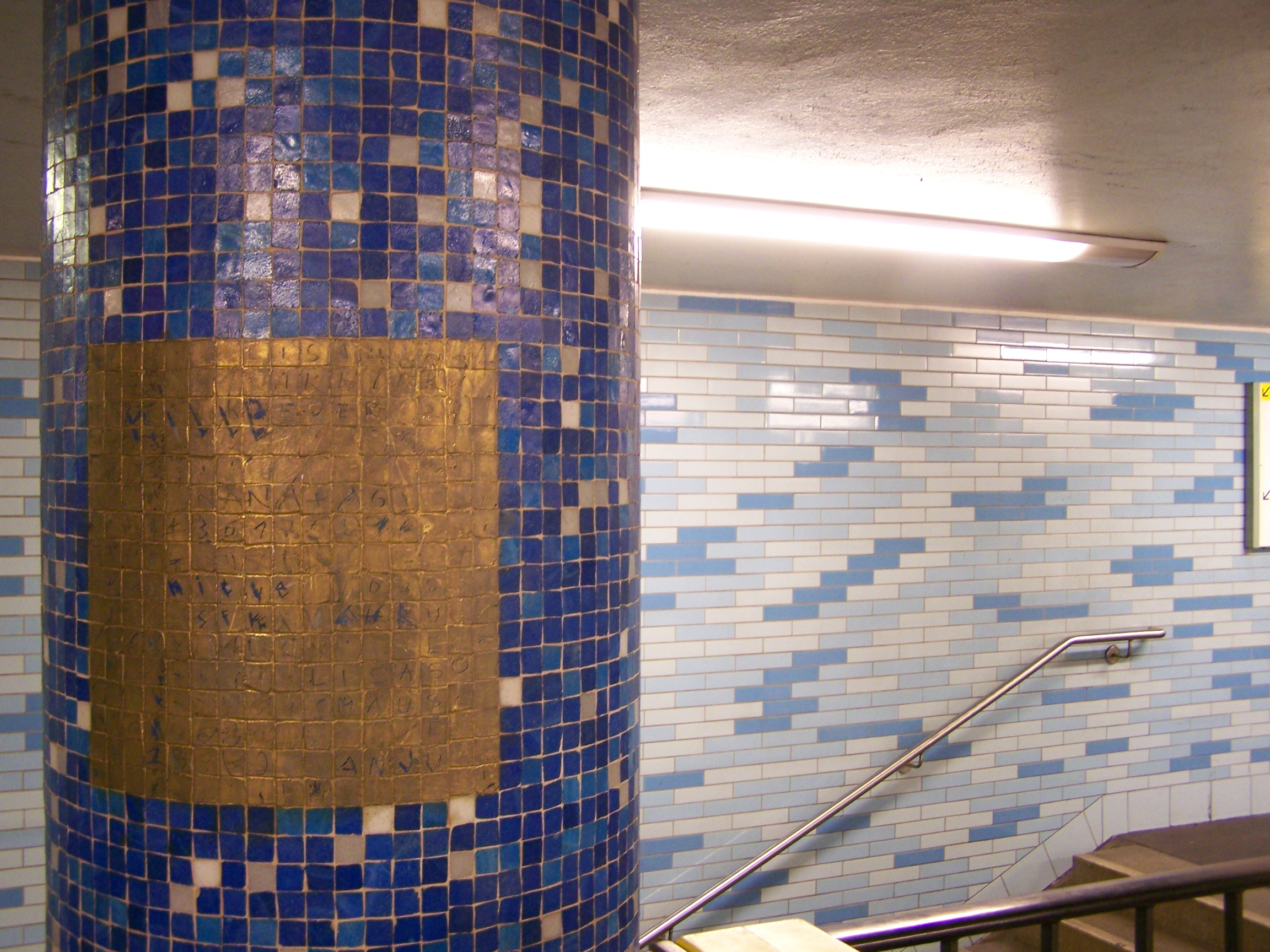
1958년/1959년 보수 공사 이후로 역 기둥에 설치된 모자이크

지상의 에른스트 로이터 광장이 폭격 피해를 입었고 전후 복구 과정에서 1955년 건축 공모전을 통해서 광장 재설계를 진행하기로 결정되었다. 공모전의 우승자 베른하르트 헤름케스(Bernhard Hermkes)와 베르너 뒤트만(Werner Düttmann)은 광장에 회전교차로를 설치하고 광장 주변으로 고층 건물을 건설하는 안을 제시했다. 그 결과로 건설된 건축물 중에는 텔레풍켄 호흐하우스(Telefunken-Hochhaus)가 건설되었으며, 오늘날에는 베를린 공과대학교에서 사용하고 있다. 지하철역은 1958년부터 1959년까지 개보수되었다. 역사 외벽의 흰색 타일은 파란색 모자이크 및 밝은 파란색 타일로 대체되었다. 양 승강장을 연결하는 지하 보도가 확대 건설되었고, 룰레벤 방면 승강장의 최북단 출입구는 교차로 중앙의 교통섬으로 연결되었으며, 출입구 중 한 곳은 폐쇄되었다. 그 결과 도로변으로 연결되는 출입구는 양 승강장 모두 합쳐서 2곳이 되었다. 1964년과 1965년에는 도로변으로 연결되는 출입구 위에 지붕이 건설되었다. 지붕은 직선형 철제 격자와 유리로 건설된 단순한 형태이며, 지붕 아래쪽에는 역명판이 부착되어 있다. 1950년대 이후에는 운행 노선과 종착역 변경 외에 역 자체에 대한 변경은 진행되지 않았다.
1996년 개보수공사 당시 역 건설 초기에 있었던 모자이크가 교체되었고, 현재에는 일부 기둥 등 일부 장소에만 남아 있다. 역사 외벽은 흰색과 파란색 타일로 마감되었다. 보수공사 과정에서 점자 블록이 설치되었다.
2000년 도이체 오퍼역 화재 이후 출입구가 1개만 있었던 역의 추가 출입구 설치를 검증했다. 1959년 이후에는 양방향 승강장 중앙에서 출구 한 개씩만 지상으로 연결되었기 때문에 폐쇄되어 있었던 기존 출입문 개방을 추천했다. 2016년까지 엘리베이터가 설치될 예정이었으나 정확한 착공 시기가 알려지지 않았다. U2 노선을 엘리베이터로 승차하려면 버스편으로 인접한 베를린 동물원역으로 이동해야 한다.

## 인접 철도역
베를린 버스 M45, 245번과 환승할 수 있다.
| 베를린 지하철 2호선     | 베를린 지하철 2호선 | 베를린 지하철 2호선 |
| ----------------------- | ------------------- | ------------------- |
| 도이체 오퍼 룰레벤 방면 | U2                  | 동물원 팡코 방면    |